# Ieșiviș
Ieșiviș sau Ieșeveș (idiș: ישיביש), cunoscută și sub numele de Ieșiva Engleză sau Ieshivisheh Shprach, este un sociolect al limbii engleze vorbită de elevii Ieșiva (școli pe meserii pentru iudaici) și de alți evrei cu o puternică legătură cu lumea ortodoxă -- Ieșiva.
"Ieșiviș" se poate referi și la evreii ultra-ortodocși non-hasidici. Uneori are o conotație suplimentară a evreilor (non-hasidici Haredi) educați în dahiva și a căror educație a avut un impact cultural specific vizibil asupra lor. În ultimul caz, termenul are conotații ambivalente (atât pozitive cât și negative) comparabile cu cele de termen "academic".

## Caracteristici Distincte

### Vocabular
Vocabularul și structura gramaticală a dialectului Ieșiviș sunt extrase în primul rând din limba maternă a vorbitorului, deși vocabularul include jargonul științific, în primul rând din Talmud și Acharonim (din sec. XVI până în prezent) în idiș, ebraică și aramaică. Cu toate acestea, în multe propoziții, trăsăturile gramaticale și lexicale ale limbii materne a vorbitorului sunt ușoare și uneori chiar lipsite.
O trăsătură distinctivă a lui Ieșiviș este că vorbitorii dialectului vorbesc în mod conștient de limbaj scris și tehnic extrem de tehnic și literal într-o limbă colocvială și în uzul obișnuit, asemănător cu Ebraica Modernă, de exemplu:
El era goirem un ssach nezek, însă basoif era moideh b'mikțas și tayned el era shoigeg
"Nezek" în contextul său original se referă la noțiunea talmudică de toret maual sau lege.
"Basoif" înseamnă "în cele din urmă" (mai precis, "la sfârșit").
"Moideh b'mikțas" se referă la mărturisirea parțială a unui inculpat.
Și "shoigeg" în contextul său original înseamnă un incident care a fost cauzat fără voie, însă a fost rezultatul unei neglijențe parțiale.

În ciuda împrumuturilor grele de termeni tehnici și legali, propoziția de mai sus ar fi înțeles clar de vorbitorii lui ieșiviș că "El a făcut multe daune și în cele din urmă a recunoscut că a făcut-o deși a afirmat că este inadecvat".
Notați în exemplul de mai sus că "shoigeg" nu are același înțeles în ieșiviș, așa cum se întâmplă în contextul său original, în care aceasta implică neglijență. "oines" ar fi termenul tehnic corect.

### Discurs și prosodie
Ieșiviș poate folosi "intonări a cântărilor" pentru a citi și a discuta texte evreiești. Sunt utilizate totodată și alte intonații distincte: de exemplu, o limită de înălțime de înălțime ridicată pentru un punct dramatic.
Se utilizează o ezitare, un click de șoc, împrumutat din dialectul ebraica israeliană:
Însă uneori este mai mult—[click] Nu știu cum să o explic.
"Click"-ul este deseori vocalizat ca "țâc".
Ieșiviș are unele interjecții unice.